# Umberto Eco
Pour les articles homonymes, voir Eco.
Signature
Umberto Eco (/umˈbɛrto ˈɛːko/), né le 5 janvier 1932 à Alexandrie, dans le Piémont, et mort le 19 février 2016 à Milan, est un universitaire, philosophe, sémioticien et écrivain italien. Reconnu pour ses nombreux essais universitaires sur la sémiotique, l'esthétique médiévale, la communication de masse, la linguistique et la philosophie, il est surtout connu du grand public pour ses œuvres romanesques.
Après un doctorat à l'université de Turin, il devient professeur titulaire de la chaire de sémiotique puis doyen de la faculté des sciences humaines à l'université de Bologne, avant d'en devenir professeur émérite en 2008. 
En 1992, il est nommé à la tête de la chaire européenne du Collège de France.

## Biographie

### Jeunesse
Fils de Giovanna Bisio et de Giulio Eco, employé aux chemins de fer, Umberto Eco passe son baccalauréat au lycée Giovanni Plana d'Alexandrie, sa ville natale.
Il se lie d'amitié avec un de ses camarades, l'accordéoniste Gianni Coscia (it), qui fera carrière en accompagnant entre autres Astor Piazzolla. Eco et Coscia composent ensemble de petites revues musicales dont Eco écrit le livret. Les deux amis continueront à faire de la musique ensemble, Umberto Eco étant un très honorable flûtiste.
Dans sa jeunesse, il fait partie des jeunes catholiques de l'Action catholique. Au début des années cinquante, il en devient même un des principaux responsables nationaux italiens. En 1954, il abandonne son engagement en raison d'un désaccord avec Luigi Gedda (it).
Il épouse en 1962 l'écrivaine allemande Renate Eco-Ramge. Deux enfants naissent de cette union.

### Études et carrière universitaire
Diplômé en philosophie en 1954 à l'université de Turin (avec une thèse sur l'esthétique de saint Thomas d'Aquin), Umberto Eco s'intéresse dans un premier temps à la scolastique médiévale (Sviluppo dell'estetica medievale, 1959), puis à l'art d'avant-garde (L'Œuvre ouverte, 1962) et à la culture populaire contemporaine (Apocalittici e integrati (it), 1964). Il rencontre un succès immédiat en Italie. Ce thème est récurrent et il y reviendra par la suite (De l'arbre au labyrinthe).
Sa thèse universitaire sur Thomas d'Aquin lui fait mettre de la distance avec la foi et l'Église catholique : « Il [Thomas d'Aquin] m'a miraculeusement guéri de la foi », déclarera-t-il ironiquement. Un livre tiré de sa thèse, « Le problème esthétique de saint Thomas », paraît en 1956 et constitue sa première publication[réf. souhaitée].

### Carrière littéraire

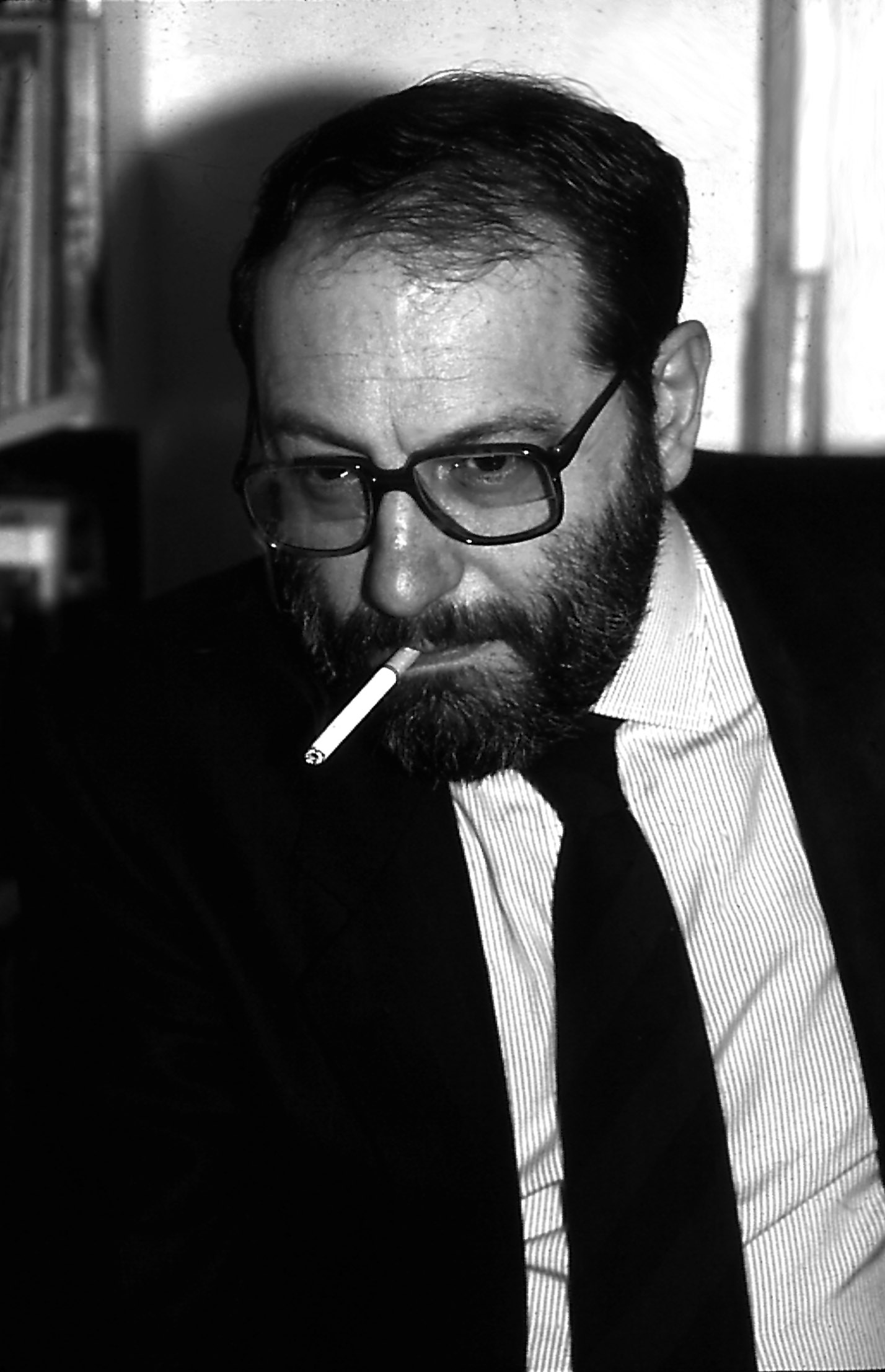
Umberto Eco en 1981.

Devenu ensuite un pionnier des recherches en sémiotique (La Structure absente, 1968 ; Trattato di semiotica generale (en), 1975), Umberto Eco développe une théorie de la réception (Lector in fabula (it), 1979 ; Lector in fabula ou La Coopération interprétative dans les textes narratifs, 1985) qui le place parmi les intellectuels européens les plus importants de la fin du XXe siècle.
Son premier roman, Le Nom de la rose (1980), connaît un succès mondial avec plusieurs millions d'exemplaires vendus et des traductions en 43 langues, malgré un contenu dense et ardu. Umberto Eco met en application dans ce « policier médiéval » ses théories du langage et ses concepts sémiologiques, ceux-là mêmes qu'il enseigne à Turin. En 2002, le quotidien La Repubblica le vend comme supplément au journal (tirage spécial à cette occasion : 2 millions d'exemplaires).

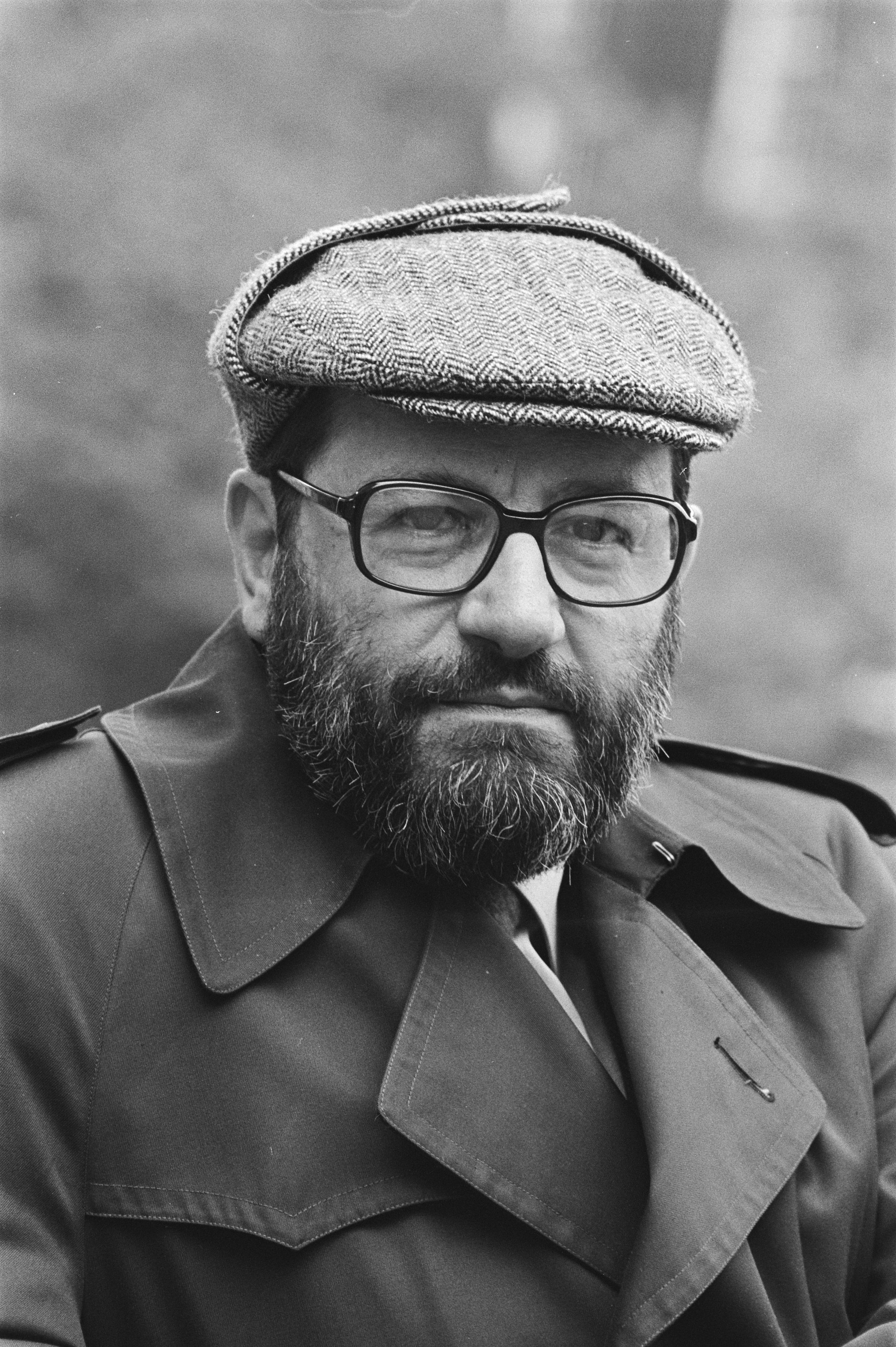
Umberto Eco en 1984.

Son deuxième roman, Le Pendule de Foucault (1988), connaît également un énorme succès, quoique pour des raisons inverses : le public, guidé par Eco, part à la découverte de symboles énigmatiques ou prophétiques, à rebours de la dénonciation de l'ésotérisme qui est pourtant le propos de l'auteur. Mais celui-ci démontre par la même occasion que le lecteur est libre de ses interprétations (théorie qu'Eco continue de développer dans ses œuvres théoriques sur la réception, Les Limites de l'interprétation en 1990). Le livre tourne d'ailleurs en ridicule l'interprétation à outrance des faits avérés ou légendaires de l'histoire, en tirant avec un égal succès des dimensions d'un simple kiosque à journaux le même genre d'informations de portée cosmique que certains se croient fondés à lire dans celles de la pyramide de Khéops. 
Umberto Eco donne ensuite plusieurs conférences sur ses théories de la narration en littérature (Six promenades dans les bois du roman et d'ailleurs, 1996), sur la traduction (Experiences in translation, 2000) et sur la littérature (De la littérature, 2003). Il est alors associé au courant de la « génération des années trente », dont, bien que tardivement inclus, il devient l'un des membres les plus connus.
Tout au long de sa carrière, il écrit régulièrement, dans des quotidiens et des hebdomadaires, des chroniques sur des sujets de l'heure, avec un souci de « débusquer du sens là où on serait porté à ne voir que des faits ».
Plusieurs recueils, dont seulement certains ont été traduits, regroupent les textes les plus amusants, Pastiches et Postiches (1988) (Comment voyager avec un saumon) (1998) (Il secondo diario minimo). Certains autres recueils regroupent des textes plus polémiques : Croire en quoi (1998), Cinq questions de morale (2000) et Islam et Occident (2002).
Parmi ses activités les moins connues, Umberto Eco a été membre du Forum international de l'Unesco (1992), de l'Académie universelle des cultures de Paris (1992), de l'Académie américaine des arts et des lettres (1998), Satrape du Collège de 'Pataphysique et a été nommé au conseil de la Bibliotheca Alexandrina (2003). Il a assuré en 1992-1993 un cours à la chaire européenne du Collège de France sur le thème « La quête d'une langue parfaite dans l'histoire de la culture européenne ». Il fut en 2005 un des signataires du manifeste de l'association Sinistra per Israele (« Gauche pour Israël »).

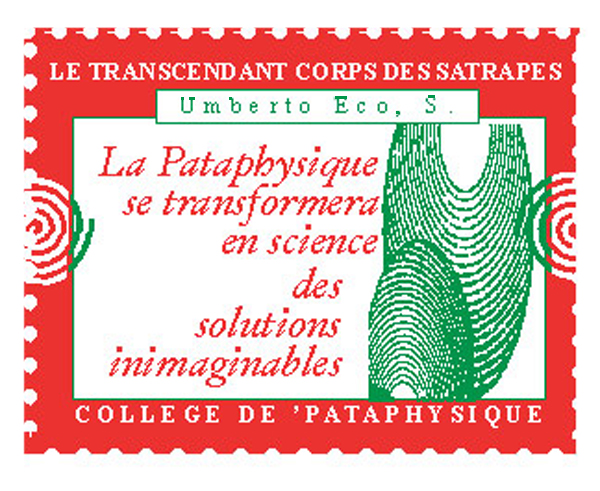
Timbre du Collège de 'Pataphysique dédié au Satrape Umberto Eco. Par Jean-Max Albert Rt, 2001.

Fin octobre 2009, Umberto Eco propose l'ouvrage Vertige de la liste qui est traduit par Myriem Bouzaher. Il est récompensé la même année de la médaille d'or du Círculo de Bellas Artes.
Il est élu membre associé de l'Académie royale de Belgique (Classe des Lettres et des Sciences morales et politiques) le 7 mars 2011.
En février 2015, il est récompensé du prix Alphonse-Allais pour l'ensemble de son œuvre. En novembre 2015, il quitte les éditions Bompiani pour fonder à Milan La nave di Teseo, une nouvelle maison d'édition, qui publie posthume en février 2016, Pape Satàn Aleppe, un recueil de courts essais.
Umberto Eco meurt le 19 février 2016 d'un cancer du pancréas,.

## Travaux
Il fonde en 1988 avec Alain Le Pichon l'Institut international Transcultura, un réseau universitaire international.
Avec ses partenaires chinois, africains ou indiens, l'Institut développe une approche de la connaissance réciproque et des méthodologies qu'elle suscite. Il s'agit, en considérant la réalité des forces et des ressources culturelles en présence, de proposer des scénarios d'échanges culturels et artistiques, fondés sur ce principe de réciprocité.
Une part importante du travail de Umberto Eco a consisté en une analyse du rapport entre fiction et réalité. Pour Eco, la réalité et la fiction sont intimement liées. La fiction est un instrument de médiation qui vise à stimuler une meilleure compréhension du monde. Elle est un outil d'interprétation. La position du lecteur et de l'individu dans le réel est une position comparable puisqu'elle sollicite, tant dans le cadre de la lecture que de la vie quotidienne, une mise en récit des éléments proposés. Dans les deux cas, il s'agit de faire récit. Le roman est une forme réflexive sur les influences entre le monde réel et les mondes possibles.
Il est un sympathisant déclaré de l'expérience zapatiste au Chiapas.

### Mondes possibles

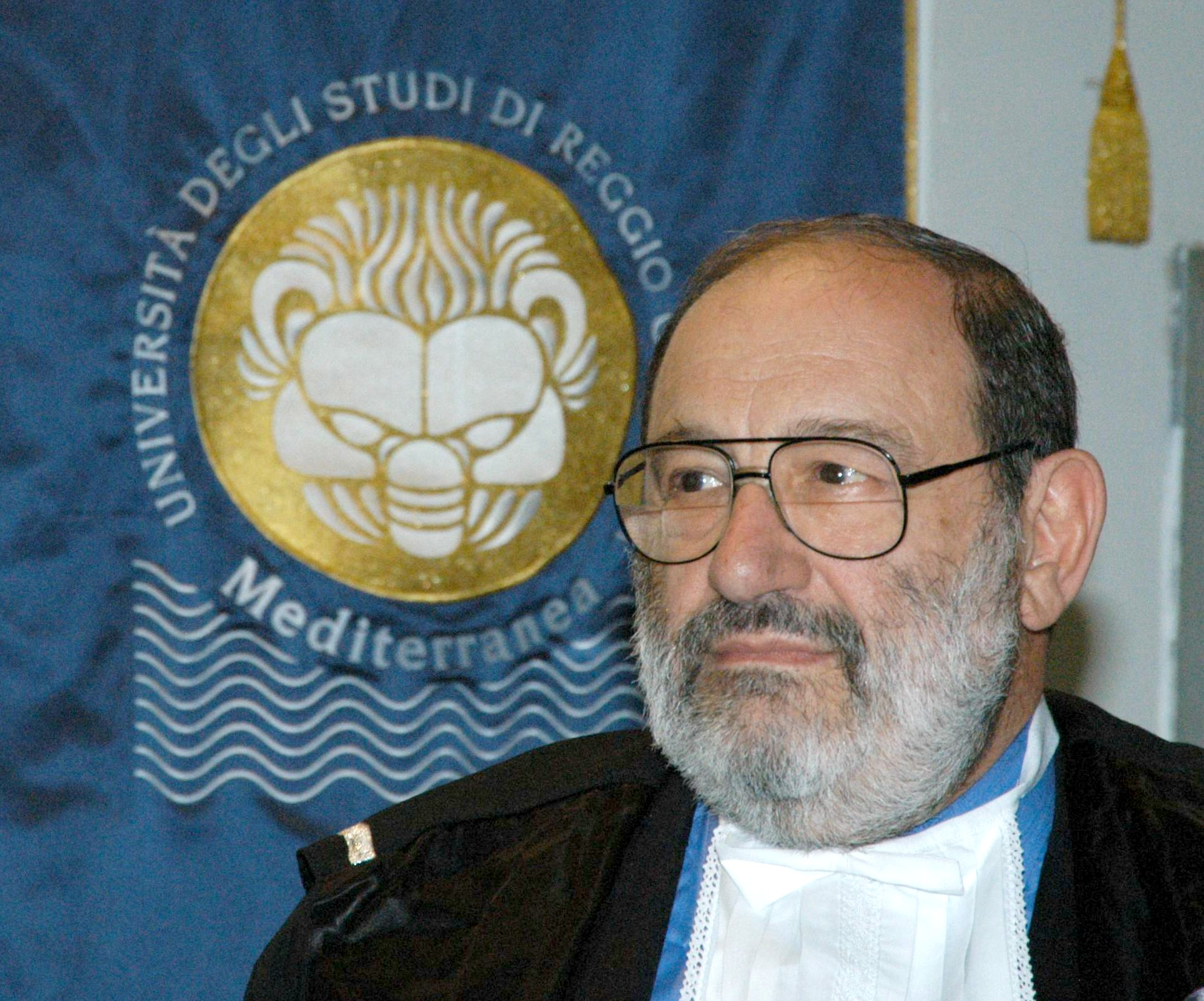
Umberto Eco en 2005.

La notion de « monde possible », développée par Eco, provient des recherches menées en logique par Thomas Pavel et Teun A. van Dijk. Eco définit comme monde possible « un état des choses qui est exprimé par un ensemble de propositions où, pour chaque proposition, soit « p soit non-p ». » Autrement dit, un monde possible est le fait d'individus qui portent en eux un ensemble de propriétés qui ne se résument pas uniquement à des caractéristiques statiques ou à des traits de personnalités mais qui peuvent être également des actions. Les mondes possibles dépendent d'une instance narrative qui crée une unité et une cohésion parmi les différents éléments du monde possible. La mise en récit par la narration est capable d'expliquer la multiplicité des expériences sensorielle et cognitive en ayant recours à la fiction. 
La littérature est « thérapeutique » pour Eco car elle permet d'échapper au monde réel et aux angoisses de sa discontinuité. Telle est d'ailleurs la fonction des mythes chez Lévi-Strauss, qui sont un moyen de mettre un peu d'ordre dans l'expérience composite de la vie. Eco avance alors la notion de texte en tant qu'espace « paresseux ». Par ce concept, il entend faire comprendre au lecteur que la lecture est une activité créatrice, qu'il est un agent actif du texte. Ce lecteur impliqué dans le texte est ce qu'Eco nomme un « lecteur modèle », c'est-à-dire un agent capable d'actualiser les propositions du texte afin de saisir le plein potentiel du texte. Wolfgang Iser avait préalablement développé cette idée d'un « lecteur impliqué » dans le texte à partir du concept de lecteur implicite.

### Abduction
Umberto Eco distingue quatre niveaux d'abduction (processus qu'il nomme « la méthode du détective ») :
- l'abduction sur-codée ;
- l'abduction sous-codée ;
- l'abduction créative ;
- la méta-abduction[20],[21].

### Journaux et débats
Umberto Eco collabore dès sa fondation à l'hebdomadaire L'Espresso, où il tient de 1985 à 2016 la rubrique La bustina di Minerva (dans laquelle il déclara contribuer à Wikipedia) et aux journaux Il Giorno, La Stampa, Corriere della Sera, la Repubblica, il manifesto et à d'innombrables revues spécialisées internationales, telles que Semiotica (fondée en 1969 par Thomas Albert Sebeok), Poetics Today, Degrès, Structuralist Review, Text, Communications (revue de l'École des hautes études en sciences sociales), Problemi dell'informazione, Word & Images ou des revues littéraires et de débat culturel comme Quindici, Il Verri, Alfabeta, Il cavallo di Troia.
En 1993, il collabore à la collection Fare l'Europa dirigée par Jacques Le Goff.

### Traductions
Umberto Eco a traduit en italien les Exercices de style (1947), l'un des ouvrages les plus célèbres de l'écrivain français Raymond Queneau, dont il était l'admirateur (proche, par beaucoup de ses travaux, de l'OuLiPo). L'ouvrage est publié en 1983 sous le titre Esercizi di stile. Il traduisit aussi Sylvie, de Gérard de Nerval pour la maison d'édition Einaudi en 1999.

## Œuvres traduites en français

### Romans
Tous les romans sont traduits en français par Jean-Noël Schifano
- Le Nom de la rose, Grasset, 1982 ((it) Il nome della rosa, 1980). Le roman a été augmenté d'une Apostille traduite par M. Bouzaher.

Prix Strega 1981 - Prix Médicis étranger 1982
Adapté au cinéma en 1986 sous le même titre par Jean-Jacques Annaud, avec Sean Connery et Christian Slater.
Une autre adaptation, une mini-série de huit épisodes, a été créée en 2019 par Giacomo Battiato, avec John Turturro, Damian Hardung, Rupert Everett et Michael Emerson.
- Le Pendule de Foucault, Grasset, 1990 ((it) Il pendolo di Foucault, 1988)
- L'Île du jour d'avant, Grasset, 1996 ((it) L'isola del giorno prima, 1994)
- Baudolino, Grasset, 2002 ((it) Baudolino, 2000)

Prix Méditerranée étranger 2002
- La Mystérieuse Flamme de la reine Loana, Grasset, 2005 ((it) La misteriosa fiamma della regina Loana, 2004)
- Le Cimetière de Prague, Grasset, 2011 ((it) Il cimitero di Praga, 2010), 560 p.
- Numéro zéro, Grasset, 2015 ((it) Numero zero, 2015), 224 p.  (ISBN 978-2246857709)

### Essais
- Le Problème esthétique chez Thomas d'Aquin (essai philosophique de 1993) (traduction de Il problema estetico in Tommaso d'Aquino, 1970, édition revue et développée de Il problema estetico in San Tommaso, 1956, sa thèse de doctorat) (ISBN 978-2246342618)
- Art et beauté dans l'esthétique médiévale (1997) (traduction de Arte e bellezza nell'estetica medievale, 1987, seconde édition de « Sviluppo dell'estetica medievale » in Momenti e problemi di storia dell'estetica, 1959)
- L'Œuvre ouverte (1965, seconde révision 1971) (version originale révisée de Opera aperta, 1962 et incluant Le poetiche di Joyce, 1965) (extrait)

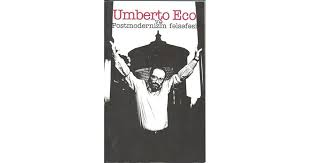
Couverture du livre Umberto Eco et la philosophie du postmodernisme

- Il Nuovo Medioevo (1972) avec Francesco Alberoni, Furio Colombo et Giuseppe Sacco (en espagnol : La Nueva Edad Media)Couverture du livre Umberto Eco et la philosophie du postmodernismePastiches et postiches (1996) (version augmentée de Diario minimo, 1963)
- La Structure absente, introduction à la recherche sémiotique (1972) (édition révisée de La Struttura assente, 1968)
- Le Signe, histoire et analyse d'un concept, adapté de l'italien par Jean-Marie Klinkenberg (1988) (Segno, 1971).
- A semiotic Landscape. Panorama sémiotique. Proceedings of the Ist Congress of the International Association for Semiotic Studies, La Haye, Paris, New York, Mouton) 1979 (avec Seymour Chatman et Jean-Marie Klinkenberg).
- La Guerre du faux (1985 ; 2008 pour la nouvelle édition chez Grasset) (tiré de Il costume di casa, 1973; Dalla periferia dell'impero, 1977 ; Sette anni di desiderio, 1983)
- Beatus de Liébana (1982) (Beato di Liébana, 1973)
- La Production des signes (1992) (version partielle de A Theory of Semiotics, version anglaise de Trattato di semiotica generale, 1975)
- De Superman au Surhomme (1993) (Il superuomo di massa, 1976)
- Lector in fabula ou la Coopération interprétative dans les textes narratifs (1985) (Lector in fabula, 1979)
- Apostille au Nom de la Rose (Postille al nome della rosa, 1983)
- Sémiotique et philosophie du langage, Paris, PUF, 1988 (Semiotica e filosofia del linguaggio, Milan, Einaudi, 1984).
- De bibliotheca (1986) (conférence du 10 mars 1981, Milan)
- Notes sur la sémiotique de la réception (1987) (Actes Sémiotiques IX, 81. Documents de recherche. Centre national de la recherche scientifique - groupe de Recherches sémio-linguistiques (URL7 de l'Institut national de la langue française) École des hautes études en sciences sociales)
- L'Énigme de la Hanau 1609 (1990) (Lo strano caso della Hanau 1609, 1989) (« Enquête bio-bibliographique sur l'Amphithéâtre de l'Éternel Sapience... de heinrich Khunrath. »)
- Les Limites de l'interprétation (1992) (I limiti dell'interpretazione, 1990)
- Comment voyager avec un saumon, nouveaux pastiches et postiches (1998) (traduction partielle de Il secondo diario minimo, 1992)
- Interprétation et surinterprétation (1995) (Interpretation and overinterpretation, 1992)
- La Recherche de la langue parfaite dans la culture européenne (1993) (La ricerca della lingua perfetta nella cultura europea, 1993) [détail des éditions]
- Six promenades dans les bois du roman et d'ailleurs (1996) (Six Walks in the Fictional Woods (en), 1994)
- Incontro - Encounter - Rencontre (1996) (en italien, anglais et français)
- Croire en quoi ? (1998) (In cosa crede chi non crede ?, 1996)
- Cinq questions de morale (2000) (Cinque scritti morali, 1997)
- Kant et l'ornithorynque (1999) (Kant e l'ornitorinco, 1997)
- (en) Serendipities: Language and Lunacy, Mariner Books, 1999
- De la littérature (2003) (Sulla letteratura, 2002)
- La Licorne et le Dragon, les malentendus dans la recherche de l'universel (collectif, 2003), sous la direction de Yue Daiyun et Alain Le Pichon, avec les contributions d'Umberto Eco, Tang Yijie, Alain Rey. Éditions Charles Léopold Mayer.
- Histoire de la beauté (2004) (Storia della bellezza, 2004)
- À reculons, comme une écrevisse (A passo di gambero, 2006)
- Dire presque la même chose, expériences de traduction (2007) (Dire quasi la stessa cosa, esperienze di traduzione, 2003)
- Histoire de la laideur (2007) (Storia della bruttezza)
- Histoire de la beauté (2008) (Storia della bellezza)
- La quête d'une langue parfaite dans l'histoire de la culture européenne Leçon inaugurale au Collège de France (1992), CD audio, Ed. Le Livre qui parle, 2008.
- Vertige de la liste (Vertigine della lista), Paris, Flammarion, 2009. Cet essai est le pendant d'une exposition et d'une séries de conférences orchestrés par U. Eco, invité du musée du Louvre en novembre 2009.
- De l'arbre au labyrinthe (2011) (Dall'albero al labirinto)
- Confessions d'un jeune romancier (2013)
- Histoire des lieux de légende (2013)
- Construire l'ennemi (2014)
- Écrits sur la pensée au Moyen Âge (2015)
- Chroniques d'une société liquide (Pape Satàn Aleppe. Cronache di una società liquida, 2016), Grasset, 2017,  (ISBN 978-2-246-86327-4)
- Comment écrire sa thèse, Flammarion, 2016,  (ISBN 978-2-08-138051-6)
- Reconnaître le fascisme, Grasset, 2017,  (ISBN 978-2-246-81389-7)
- Sur les épaules des géants, Grasset, 2018, 444 p.
- Reconnaître le faux, Grasset, 2022, 70 p.

### En collaboration
- De consolatione picturae, entretien avec Gianfranco Baruchello, Milan, Galleria Schwarz, 1970.
- Jean-Claude Carrière et Umberto Eco, N'espérez pas vous débarrasser des livres, Grasset, 2009[24],[25].

### Œuvres pour la jeunesse
- Les Trois Cosmonautes, avec Eugenio Carmi, Grasset, 1989
- La Bombe du général, avec Eugenio Carmi, Grasset, 1989
- Les Gnomes de Gnou, avec Eugenio Carmi, Grasset, 1993

## Distinctions
- 1981 : prix Strega pour Le Nom de la rose
- 1982 : prix Médicis étranger pour Le Nom de la rose
- 1985 : Commandeur de l'Ordre des Arts et des Lettres
- 2002 : prix Méditerranée étranger pour Baudolino
- 2003 : officier de la Légion d'honneur
- 2009 : médaille d'or du Círculo de Bellas Artes[8]
- 2011 : membre associé de l'Académie royale de Belgique (Classe des Lettres et des Sciences morales et politiques)[9]
- 2012 : Commandeur de la Légion d'honneur[26]
- 2014 : Président d'honneur de la Société Française de Traductologie, Université Paris Nanterre[27]
- 2015 : prix Alphonse-Allais pour l'ensemble de son œuvre[10]
- Doctorats honoris causa : Umberto Eco est titulaire d'une quarantaine de doctorats honoris causa, dont, en France, de l'université Sorbonne Nouvelle - Paris 3 (1986), de l'université Stendhal-Grenoble 3 (1997), de l'université de Franche-Comté (2004), et de l'université Panthéon-Assas (2010), et, en Belgique, de l'université de Liège en 1989.

## Adaptation de son œuvre

### Au cinéma
- 1986 : Le Nom de la rose de Jean-Jacques Annaud, adaptation du roman homonyme de 1980 (traduit en français en 1982) Avec Sean Connery et Christian Slater. Le film obtient le César du meilleur film étranger en 1987.

### À la télévision
- 2019 : Le Nom de la rose de Giacomo Battiato, une autre adaptation du roman homonyme de 1980 Avec John Turturro, Rupert Everett et Michael Emerson. La mini-série de huit épisodes a commencé à être diffusée le 4 mars 2019. En France, la diffusion démarre le 5 mars 2019 sur OCS Max.

## Umberto Eco en personnage de roman
Dans le roman policier Le Club Dumas, d'Arturo Pérez-Reverte, le protagoniste mentionne le procédé employé par Umberto Eco dans L'Enigme de la Hanau au cours de son enquête sur les livres anciens. Plus tard, il croise dans un club secret d'admirateurs d'Alexandre Dumas un certain « professeur de sémiotique à Bologne ».
Dans le roman La Septième Fonction du langage de l'écrivain français Laurent Binet, Umberto Eco tient un rôle important puisqu'il est chef suprême et incontestable, « le Grand Protagoras » du Logos Club, une organisation secrète au service de la rhétorique. Dans le roman, Eco se fait défier par Philippe Sollers, mais s'en sort à son avantage.

### Filmographie
- La Nuit, film de Michelangelo Antonioni (1961). Umberto Eco figure en caméo dans la séquence du cocktail aux éditions Bompiani. 28 ans à l'époque du tournage, imberbe mais chevelu, portant des lunettes et en costume-cravate, un verre à la main, il côtoie un instant Jeanne Moreau : Umberto Eco en caméo.
- Umberto Eco à bâtons rompus, d'Alain Jaubert, interview par Pierre Boncenne, Institut national de l'Audiovisuel, Bry-sur-Marne, 1999, 1 h 32 min (VHS) ; réunit deux émissions diffusées en 1988, dans la série « Océaniques ».
- La Quête d'une langue parfaite dans l'histoire de la culture européenne (leçon inaugurale d'Umberto Eco donnée au Collège de France le 2 octobre 1992), de Gilles L'Hôte, Doriane Films, Paris, 2004, 1 h 10 min (DVD)
- Umberto Eco : derrière les portes, de Teri Wehn Damisch, Cinétévé, Issy-les-Moulineaux (cop. Arte France), 2012, 54 min (DVD)